# Marktplatz 16 (Stadtlauringen)

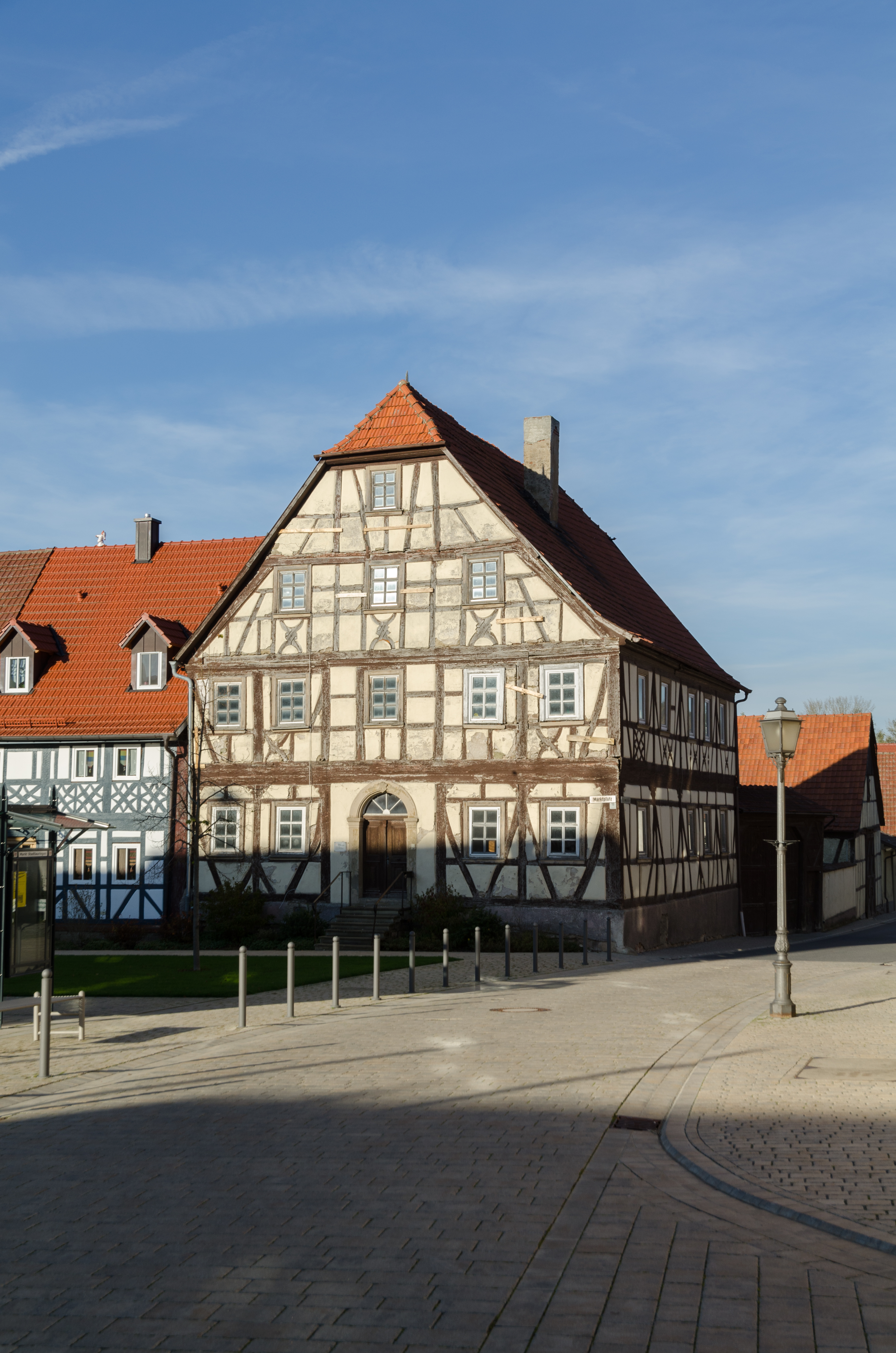
Marktplatz 16 in Stadtlauringen

Der Gebäude Marktplatz 16 in Stadtlauringen, einem Markt im unterfränkischen Landkreis Schweinfurt (Bayern), wurde 1614 errichtet. Das Fachwerkhaus ist ein geschütztes Baudenkmal. Im Jahr 2012 stand das Gebäude leer und wurde zum Verkauf angeboten.

## Beschreibung
Der zweigeschossige giebelständige Krüppelwalmdachbau besitzt zwei Wohngeschosse und zwei Dachgeschosse. Das Haus ist Teil des Ensembles Marktplatz Stadtlauringen und prägt in markanter Ecklage den Marktplatz des Ortes. Das Fachwerkhaus zeigt an der Fassade typische Schmuckformen aus der Zeit vor dem Dreißigjährigen Krieg mit mannshohen Streben und Andreaskreuzen. Die Fensteröffnungen mit fünf Achsen an beiden Seiten sind mit hölzernen Einfassungen versehen. Das Portal ist über eine kleine Podesttreppe erreichbar. In seiner Sandsteineinfassung ist die Jahreszahl 1614 und das Wappen des Amtskellerers von Stadtlauringen zu sehen. Die zweiflügelige Tür mit Oberlicht ist im Stil des Biedermeier gefertigt. 
Im Inneren sind die Stuckdecken mit Bandelwerk und die gewendelte Treppe zum Obergeschoss bemerkenswert.  